# Hochburg-Ach
Hochburg-Ach – gmina w Austrii, w kraju związkowym Górna Austria, w powiecie Braunau am Inn. Liczy 3,1 tys.  mieszkańców.